# هنري كونت البرتغال

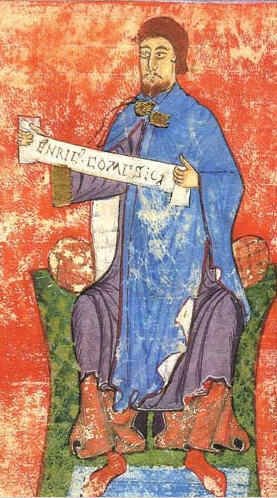
هنري كونت البرتغال

هنري كونت البرتغال (1066 - 1112) (البرتغالية: Henrique؛ الفرنسية: Henri) أول كونت للبرتغال من أسرة بورغندي، ووالد ألفونسو الأول أول ملوكها المستقلين. تولى هنري حكم كونتية البرتغال منذ سنة 1093 م وحتى وفاته.
كان هنري الابن الثاني لروبرت الأول دوق بورغندي، وعمته هي كونستانس البورغندية ملكة قشتالة القرينة، وزوجة ألفونسو السادس ملك قشتالة.

## مشاركته في حروب الاسترداد
وفق النظام السائد في أوروبا في تلك الفترة، كانت فرصة هنري ضئيلة في اكتساب ثروة أو لقب في دوقية بورغونيا كونه لم يكن الابن الأكبر. لذا، لم يتردد هنري في المشاركة في حروب الاسترداد ضد المسلمين في شبه الجزيرة الأيبيرية، وانضم إلى حملات زوج عمته ألفونسو السادس ضد إخوته في جليقية والبرتغال.

## كونت البرتغال
كمكافأة له، تزوج هنري تيريزا الليونية الابنة غير الشرعية لألفونسو السادس سنة 1093، وأقطع كونتية البرتغال.
بعد وفاة ابن عمه ريموند البورغندي زوج أوراكا ملكة قشتالة ابنة ألفونسو السادس، وزواجها من ملك أراغون ألفونسو المحارب، أعلن هنري الاستقلال بالبرتغال، إلا أن ذلك لم يدم طويلا، حيث توفي هنري متأثرا بجروحه التي لحقت به وهو يدافع عن أسترقة المحاصرة من قبل ألفونسو المحارب في 12 مايو 1112.